# Elecciones generales de Groenlandia de 1979
Las elecciones generales de Groenlandia de 1979 tuvieron lugar el 4 de abril del mencionado año con el objetivo de elegir a los 21 integrantes del Inatsisartut, el cual ejercería sus funciones por el período 1979-1983. Se trató de las primeras elecciones generales en Groenlandia desde la concesión del autogobierno a la isla por parte de Dinamarca, lo que implicó la creación del Inatsisartut como legislatura local electa (en reemplazo del Consejo Provincial hasta entonces existente) y un ejecutivo autónomo responsable ante ella, liderado por un primer ministro.
Estos comicios siguieron a un referéndum en enero en el que más del 70 % de los votantes apoyaron la autonomización de Gronelandia. Para las elecciones se empleó por única vez un sistema de escrutinio proporcional plurinominal con listas abiertas, con la isla dividida en ocho circunscripciones (cinco de las cuales eran uninominales al tener solo un escaño en representación). Cuatro partidos políticos y un puñado de candidaturas independientes se presentaron a las elecciones, aunque la competencia estuvo en general limitada al partido socialdemócrata e independentista Siumut, liderado por Jonathan Motzfeldt, y el partido conservador y unionista Atassut, liderado por el hasta entonces presidente del Consejo Provincial Lars Chemnitz (hasta entonces visto como un «primer ministro de facto» entre los políticos groenlandeses).
Con una campaña centrada mayormente en torno a la cuestión de la independencia, Siumut obtuvo la victoria con el 46,12 % del voto popular y 13 de los 21 escaños, garantizándose una mayoría absoluta y la posibilidad de formar gobierno sin negociar con otros partidos. Atassut obtuvo el 41,69 % de los votos y los 8 escaños restantes, mientras que ni los demás partidos (el Partido Laborista y el partido Inuit Ataqatigiit) ni los candidatos independientes obtuvieron representación. La razón detrás de la disparidad entre ambos partidos se debió a las victorias de Siumut en la totalidad de las circunscripciones uninominales, mientras que ambos partidos se dividieron de manera uniforme los 16 escaños en las circunscripciones plurinominales. La participación electoral fue ligeramente más alta que en el referéndum de enero, con un 69,58 % de los votantes registrados concurriendo a las urnas.
Motzfeldt prestó juramento el 1 de mayo como primer ministro de Groenlandia, convirtiéndose en el primer jefe de gobierno groenlandés democráticamente electo. Las protestas de Atassut en torno al sistema electoral llevaron a que se acordara la introducción de un sistema de representación proporcional pura (con toda Groenlandia como distrito único) para las siguientes elecciones. Debido a esto, las elecciones de 1979 permanecen como la última ocasión en la que un solo partido político logró una mayoría absoluta, y la única vez que solo dos partidos políticos han estado representados en el Inatsisartut.

## Resultados
|  | 46.12 % |

|  | 41.69 % |

|  | 5.64 % |

|  | 4.41 % |

|  | 2.15 % |

|  | 92.44 % |

|  | 7.56 % |

|  | 100.00 % |

|  | 69.58 % |

## Resultados por circunscripción electoral
|  | 52.54 % |

|  | 34.58 % |

|  | 5.36 % |

|  | 5.00 % |

|  | 2.52 % |

|  | 93.22 % |

|  | 1.63 % |

|  | 5.15 % |

|  | 100.00 % |

|  | 73.90 % |

|  | 45.08 % |

|  | 44.34 % |

|  | 7.48 % |

|  | 3.10 % |

|  | 95.17 % |

|  | 0.94 % |

|  | 3.89 % |

|  | 100.00 % |

|  | 67.62 % |

|  | 49.83 % |

|  | 33.91 % |

|  | 9.18 % |

|  | 7.08 % |

|  | 90.31 % |

|  | 1.92 % |

|  | 7.77 % |

|  | 100.00 % |

|  | 69.13 % |

|  | 71.82 % |

|  | 28.18 % |

|  | 89.39 % |

|  | 1.33 % |

|  | 9.28 % |

|  | 100.00 % |

|  | 65.55 % |

|  | 37.00 % |

|  | 33.54 % |

|  | 29.46 % |

|  | 94.89 % |

|  | 0.38 % |

|  | 4.73 % |

|  | 100.00 % |

|  | 80.11 % |

|  | 61.56 % |

|  | 33.18 % |

|  | 5.26 % |

|  | 94.38 % |

|  | 1.62 % |

|  | 4.00 % |

|  | 100.00 % |

|  | 65.26 % |

|  | 50.93 % |

|  | 49.07 % |

|  | 94.15 % |

|  | 1.17 % |

|  | 4.68 % |

|  | 100.00 % |

|  | 57.19 % |

|  | 57.09 % |

|  | 42.91 % |

|  | 86.42 % |

|  | 0.33 % |

|  | 13.25 % |

|  | 100.00 % |

|  | 71.23 % |